# San Diego Open 2022
San Diego Open 2022 este un turneu combinat de tenis masculin și feminin care se joacă pe terenuri dure în aer liber. Va fi a 2-a ediție a turneului pentru bărbați și prima ediție pentru femei din 2015. Evenimentul face parte din seria ATP 250 din Circuitul ATP 2022 și din seria WTA 500 în Circuitul WTA 2022. Are loc la Barnes Tennis Center din San Diego, Statele Unite, în perioada 19-25 septembrie 2022 pentru bărbați și între 10-16 octombrie 2022 pentru femei.
Evenimentul a fost organizat în principal din cauza anulării turneelor din China în timpul sezonului 2022 din cauza pandemiei COVID-19 în curs, precum și a suspendării turneelor de către WTA din China în urma acuzației fostei jucătoare WTA Peng Shuai de agresiune sexuală împotriva unui oficial al guvernului chinez.

## Campioni

### Simplu masculin
Pentru mai multe informații consultați San Diego Open 2022 – Simplu masculin

### Simplu feminin
Pentru mai multe informații consultați San Diego Open 2022 – Simplu feminin

### Dublu masculin
Pentru mai multe informații consultați San Diego Open 2022 – Dublu masculin

### Dublu feminin
Pentru mai multe informații consultați San Diego Open 2022 – Dublu feminin